# گروه ناظر نظامی سازمان ملل متحد در رابطه با جنگ ایران و عراق
گروه ناظر نظامی سازمان ملل متحد در رابطه با جنگ ایران و عراق(به انگلیسی: United Nations Iran–Iraq Military Observer Group) که به اختصار یونیماگ(به انگلیسی: UNIIMOG) نامیده می‌شود، یک هیأت ناظر از جانب سازمان ملل متحد بود که بعد از تصویب قطعنامه ۶۱۹ شورای امنیت‌ شکل گرفت و وظیفه آن رسیدگی و اهتمام به اجرایی شدن مفاد آتش‌بس میان ایران و عراق و تعیین متجاوز اصلی در جنگ ایران و عراق بوده که بواسطه تصویب قطعنامه ۵۹۸ شورای امنیت لازم‌الاجرا بوده‌اند.
این هیأت به درخواست مارک گلدینگ، معاون دبیرکل وقت سازمان ملل متحد شکل گرفت.
مدت زمان فعالیت این گروه جندین مرتبه و طی قطعنامه‌های مختلف صادر شده از جانب شورای امنیت تمدید شد و در نهایت از اوت ۱۹۸۸ تا فوریه ۱۹۹۱ مشغول به انجام وظیفه بوده‌است.
سرپرستی این هیأت برعهده ژنرال آنام خان از بنگلادش بوده است.